# Anthaxia boissyi
Anthaxia boissyi es una especie de escarabajo del género Anthaxia, familia Buprestidae. Fue descrita científicamente por Levey en 1985.